# آگه‌ماتسو، ناگانو
ایجماتسو، ناگانو (به لاتین: Agematsu, Nagano) یک سکونتگاه مسکونی در ژاپن است که در استان ناگانو واقع شده‌است.

## خصوصیات
ایجماتسو ۶٬۰۳۴ نفر جمعیت دارد.